# Aleix García
Aleix García Serrano (katalánsky [əˈleʒ ɣəɾˈsi.ə], španělsky [aˈleʃ ɣaɾˈθi.a]; * 28. června 1997) je španělský fotbalista, který hraje jako záložník za Bayer 04 Leverkusen a španělskou reprezentaci.

## Klubová kariéra

### Villarreal
Do mládeže Villarrealu přišel v roce 2005, ve věku osmi let. Dne 26. dubna 2014 si odbyl debut za rezervní tým v Segunda División B, bylo mu 16 let.
V sezóně 2014/15 hrál jak za C-tým, tak za B-tým. Za A-tým debutoval v La Lize 23. května 2015, střídal Antonia Rukavinu.

### Manchester City
Dne 27. srpna 2015 přestoupil do Manchesteru City. Dne 21. února 2016 odehrál zápas proti Chelsea FC v FA Cupu. Dne 17. září 2016 debutoval v Premier League, nastoupil jako náhradník v 75. minutě zápasu s AFC Bournemouth. Dne 21. září vstřelil v EFL Cupu gól proti Swansea City AFC.

#### Girona (hostování)
V srpnu 2017 byl poslán do Girony, kde hrál do konce sezóny. Před sezónou 2018/2019 byl znova poslán na sezónní hostování do Girony.

#### Royal Excel Mouscron (hostování)
V sezóně 2019/2020 byl na hostování v belgickém Royal Excel Mouscron.

### Dinamo București a Eibar
V říjnu 2020 podepsal smlouvu s Dinamem București. V klubu však nehrál pravidelně a 18. ledna 2021 přestoupil zpátky do Španělska, do Eibaru.

### Návrat do Girony
Dne 23. července 2021 se vrátil do Girony, podepsal dvouletou smlouvu. Klub hrál v Segunda División. První zápas García odehrál 14. srpna proti Amorebietě. Dne 2. prosince 2021 vstřelil gól v Copa del Rey proti Calvo Sotelo Puertollano. Ve své první sezóně odehrál 45 zápasů a dopomohl k postupu do La Ligy.
Dne 26. února 2023 skóroval proti Bilbau, šlo o první vítězství Girony nad tímto soupeřem na jeho stadionu.

### Bayer Leverkusen
Dne 13. června 2024, po úspěšné sezóně pro Gironu, přestoupil do Bayeru 04 Leverkusen.